# Busówno
Busówno (dawniej Bussowno, Busowno) – wieś w Polsce położona w województwie lubelskim, w powiecie chełmskim, w gminie Wierzbica. Leży przy drodze wojewódzkiej nr 841.
W latach 1975–1998 miejscowość administracyjnie należała do województwa chełmskiego.
Busówno wraz z sąsiednią Wierzbicą tworzy jeden obszar zabudowany. Na terenie wsi znajduje się cmentarz prawosławny z XIX w. o powierzchni 0,5 ha. 
Wieś stanowi sołectwo gminy Wierzbica. Według Narodowego Spisu Powszechnego (III 2011 r.) liczyła 519 mieszkańców i była drugą co do wielkości miejscowością gminy Wierzbica.

## Części wsi
| SIMC    | Nazwa   | Rodzaj    |
| ------- | ------- | --------- |
| 0109234 | Majdan  | część wsi |
| 0109240 | Popówka | część wsi |

## Historia
Bussowno w wieku XIX, wieś i folwark w powiecie chełmskim, gminie i parafii Olchowiec, oddalona o 10 wiorst na zachód od Sawina. Wieś położona w lesistej i mokrej nizinie, przy drodze z Sawina do Cycowa. Istniała tu cerkiew parafialna dla ludności rusińskiej. W 1827 r. było tu 40 domów i 254 mieszkańców (Opis Bronisława Chlebowskiego). Rok 1867 – w reaktywowanym po 52 latach powiecie chełmskim guberni lubelskiej, władze carskie tworzą gminę Olchowiec, w której skład wchodzi Busówno.

## Zabytki
- grodzisko z X-XI wieku